# Browning M2
Pour les articles homonymes, voir M2.
La Browning M2 ou, en abrégé, « 12,7 » en France et « .50 » en Belgique, est une mitrailleuse lourde chambrée en 12,7 × 99 mm, une munition également connue sous le nom de .50 BMG.
La conception de la M2 remonte à la fin de la Première Guerre mondiale. Il est le fruit du travail de John Moses Browning et montre une longévité peu commune. Elle connaît un grand nombre de désignations et constitue la principale arme chambrant la puissante munition de 12,7 mm qui est un standard de l’OTAN.
Tout au long de sa carrière, elle a connu l'épreuve du feu à de nombreuses reprises, notamment lors de la Seconde Guerre mondiale. Elle est encore en activité de nos jours dans de nombreuses armées, et est également produite en Belgique par la firme FN Herstal depuis les années 1930, Browning étant devenu une filiale de l'entreprise belge.

## Historique
La M2 est dérivée du fusil-mitrailleur M1921 refroidi par eau, lui-même dérivé du M1917 cal. .30 (7,62 mm). La munition fut initialement développée pour une application antiaérienne mais la M2 fut également adoptée pour une utilisation au sol en 1921 par les forces armées des États-Unis sous le nom de Model 1921. À cette époque, elle était efficace contre l'aviation et contre les blindés.
Dans les années 1930, la FN Herstal produisait la Browning sous licence. Elle offrait une version chambrée pour la cartouche française de calibre 13,2 mm, acquise notamment par la Suède. L'aviation française s'y intéressa tardivement, d'abord pour équiper une version — non adoptée — du Dewoitine D.520 à moteurs Merlin (D521), puis pour équiper les Curtiss P40 commandés aux États-Unis. Du fait de l'Armistice, ces projets ne devaient pas aboutir.
Elle connut quelques améliorations en 1932 et fut adoptée sous le nom de M2. Elle était alors équipée d'un manchon permettant un refroidissement à eau.
Par la suite, fut développée une variante pourvue d'un canon plus lourd et refroidi par air pour les applications aériennes embarquées. Le canon surchauffait rapidement quand il était utilisé par l'infanterie, mais l'augmentation de la masse du canon et de la surface d'échange du nouveau canon compensait un peu l'absence de refroidissement à eau. L'absence de celui-ci permettait d'alléger l'arme d'une vingtaine de kilos et la rendait plus simple à mettre en œuvre. Cette nouvelle variante fut dénommée M2 HB, HB signifiant Heavy Barrel (canon lourd). En raison de la complexité de l'opération visant à démonter le canon, un système amélioré de changement rapide du canon fut créé. Des versions équipées de canons allégés de 11 et 27 kg furent alors développées.

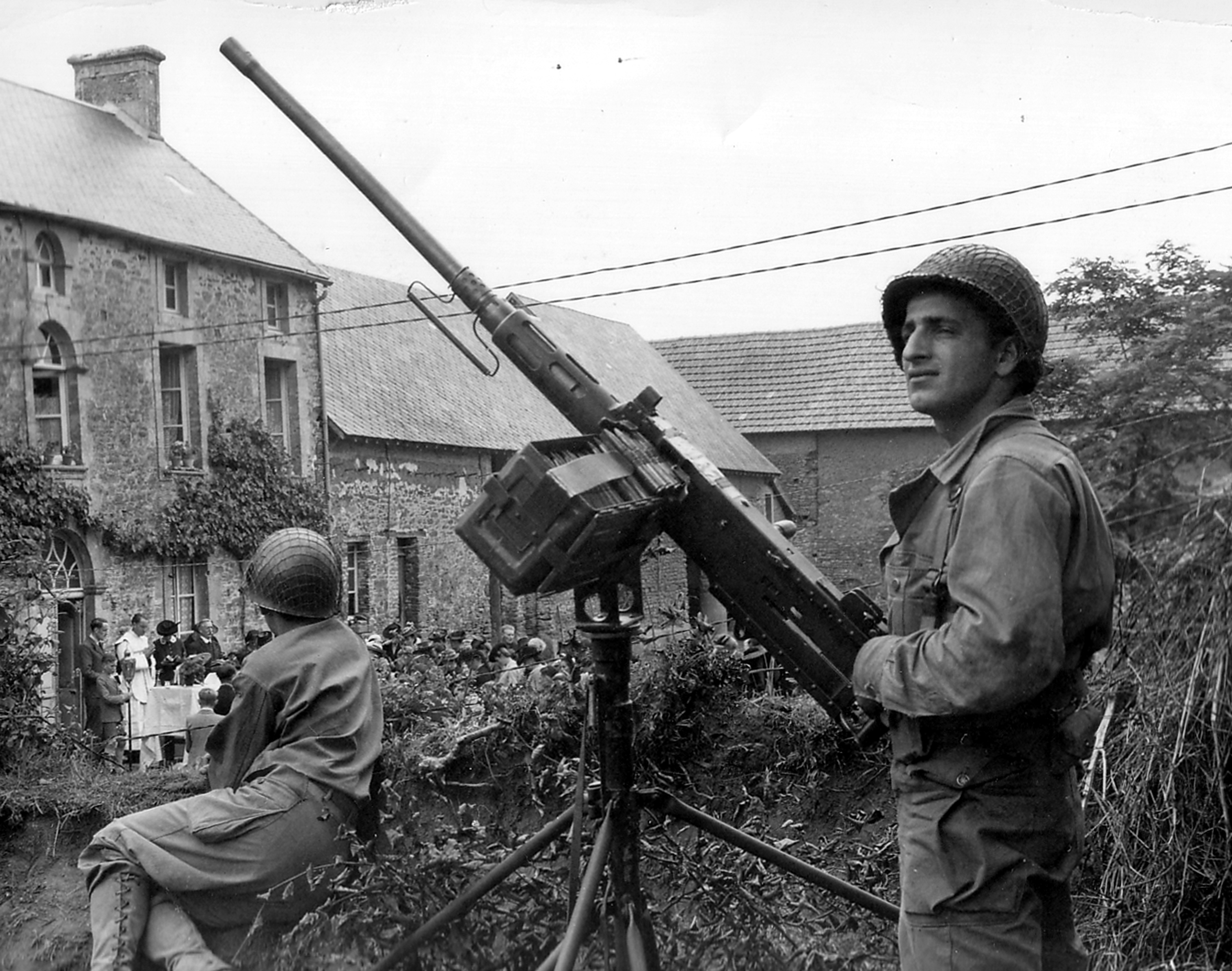
Un Browning M2 sur trépied durant la bataille de Normandie en 1944.

La mitrailleuse M2 offrit un avantage sensible aux Alliés pendant la Seconde Guerre mondiale. Elle était suffisamment puissante pour défaire nombre de blindés légers allemands qui, eux, étaient équipés de fusils-mitrailleurs moyens, incapables d'en faire autant et de canons automatiques, certes plus puissants que la munition du M2, mais aussi beaucoup plus rares et beaucoup plus coûteux.
À l'inverse, en matière de combat aérien, pour des motifs logistiques, la M2 était l'armement standard des chasseurs américains, terrestres ou embarqués, jusqu'à la fin de la Seconde Guerre mondiale. Dès 1940, les autres nations mettaient généralement en œuvre au moins un, voire plusieurs canons automatiques de calibre 20 mm ou de plus gros calibres à bord de leurs chasseurs. De ce fait, vers la fin du conflit, les chasseurs américains manquaient de puissance de feu en combat aérien face à leurs adversaires allemands ou japonais.

## Conception

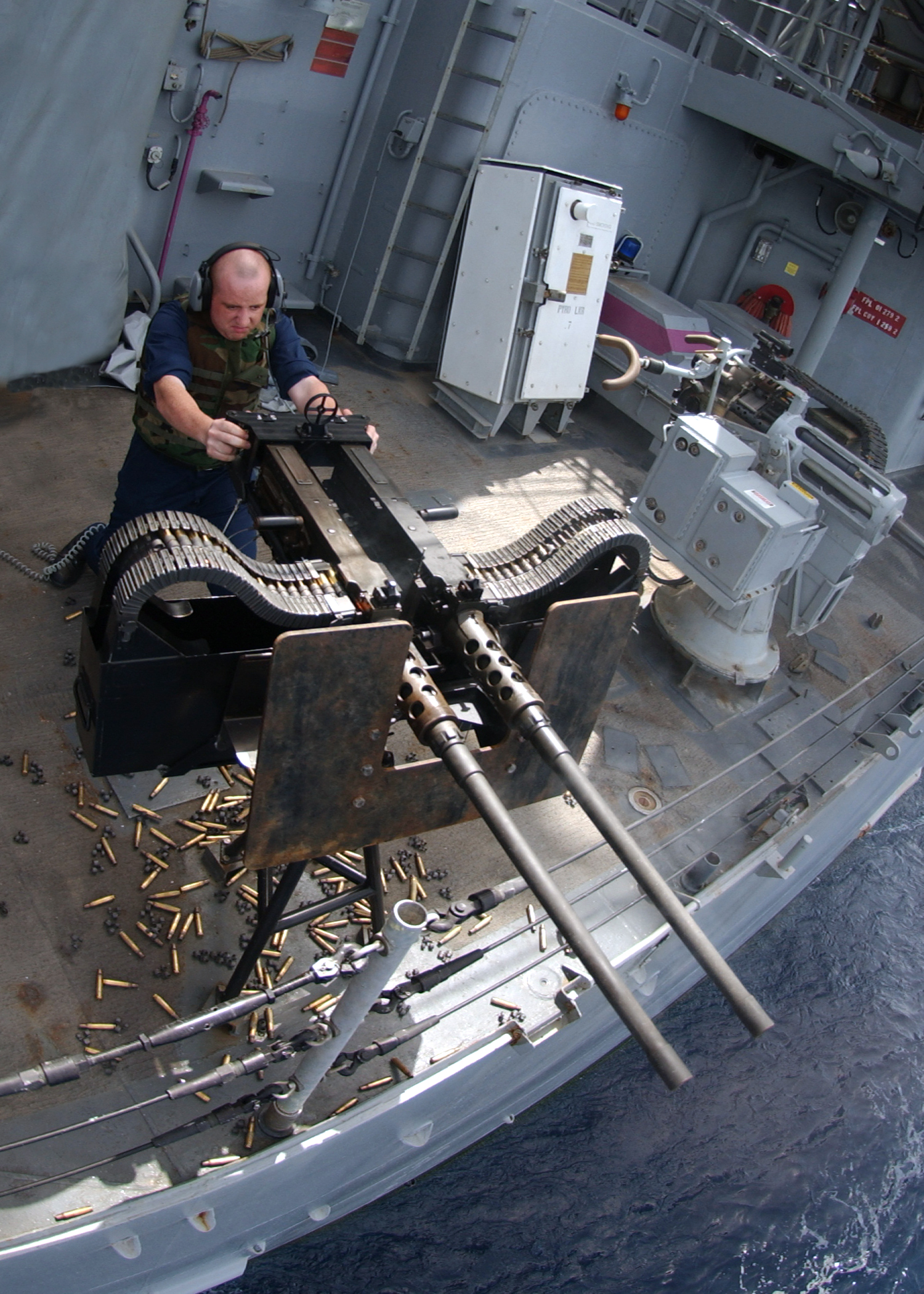
M2 jumelées sur un croiseur américain de classe Ticonderoga.

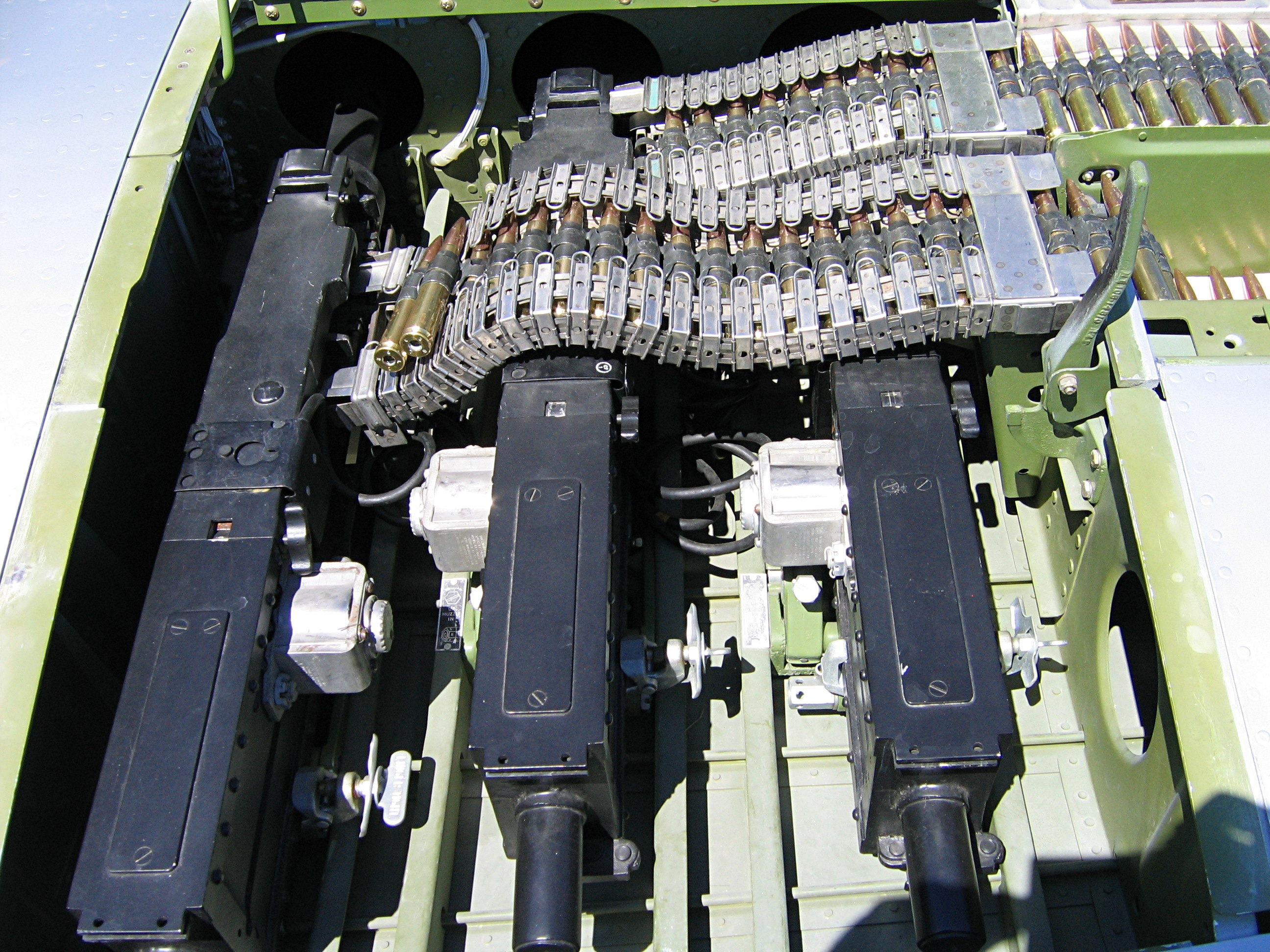
Trois des mitrailleuses M2 d'un chasseur P-51 Mustang.

La M2 est une mise à l'échelle de la mitrailleuse Browning modèle 1917 afin de pouvoir tirer la puissante munition de calibre 12,7 × 99 mm, étant lui-même un agrandissement du .30-06 Springfield. C'est depuis une arme comprenant 244 éléments, refroidie par air, alimentée par bande de cartouches et tirant culasse fermée sur le principe du court recul.
Le fonctionnement de ce mécanisme consiste à ce que le canon et la culasse demeurent solidaires lors du tir et reculent tous les deux. Après une course réduite, la culasse se déverrouille et continue son mouvement de recul alors que le canon ne bouge plus. La culasse s'ouvre, éjecte l'étui, tire la bande de cartouche et charge une nouvelle cartouche lors de son mouvement de retour.
La cadence de tir théorique varie entre 450 et 550 coups par minute. La version aérienne de la Seconde Guerre mondiale présentait une cadence de tir de 600 à 1 200 coups par minute, alors que les M2 jumelées sont synchronisées et présentent une cadence de 300 coups uniquement afin de pouvoir tenir des rafales plus longues. Ces cadences de tir sont bien entendu théoriques ; un tir continu à cette cadence mènerait à la destruction du canon au bout de quelques milliers de coups. Dans la pratique, la M2 HB ne peut guère tirer plus de 50 coups par minute lorsqu'elle est employée au sol.
La portée pratique de la M2 est de 1,8 kilomètre lorsqu'elle est montée sur un trépied M3 (la portée maximale est de 7,4 kilomètres). Dans la configuration destinée à être portée et servie par l'infanterie, la M2 pèse 38 kg auxquels s'ajoutent un peu plus de 17 kg pour une bande de munitions de 105 coups et 20 kg du trépied M3. La masse totale en ordre de bataille lorsque la M2 est déployée par l'infanterie s'élève donc à un minimum de 72,62 kg. Elle a longtemps été équipée d'une paire de poignées à l'arrière de l'arme et d'une détente « papillon » en forme de V qui doit être pressée avec les deux pouces pour déclencher le tir. Plus récemment une nouvelle détente plus conventionnelle a été développée. L'arme peut fonctionner en mode automatique ou en semi-automatique.
La M2 a été conçue pour être montée dans un grand nombre de configurations. De ce fait, l'alimentation par bande peut se faire indifféremment par la droite ou la gauche en changeant des pièces du mécanisme. Cette opération simple se fait en moins d'une minute et ne nécessite aucun outil. Le M45 Quadmount est un exemple de montage de quatre mitrailleuses sur une tourelle mue par énergie électrique, l'affut Maxon.

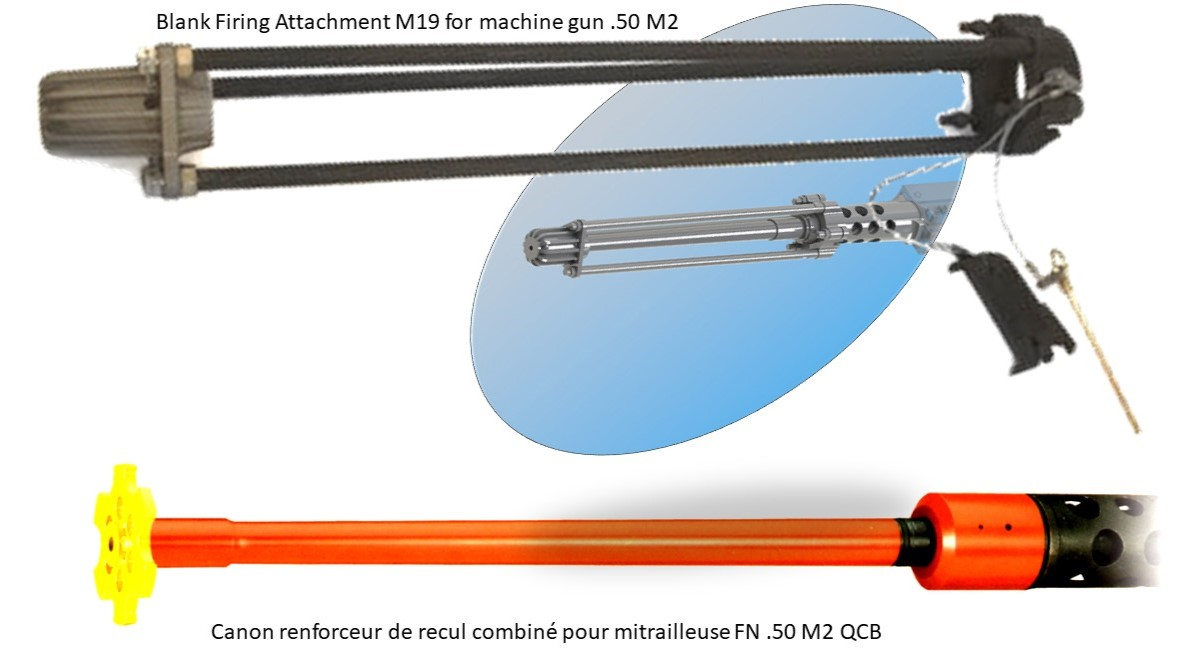
Systèmes de tir à blanc pour mitrailleuse Browning .50 M2

Lors des exercices, le tir de balles à blanc nécessite :
- soit un adaptateur spécifique permettant de conserver une pression suffisamment importante dans le canon pour actionner le mécanisme. Celui-ci est maintenu au bout du canon par trois tiges se fixant à sa base.
- soit un canon spécifique dédié au tir à blanc tel que le canon à renforceur de recul pour la FN Mi.50 M2HB-QCB

Elle reste, dans les années 2000, avec ses dérivées produites dans plusieurs nations, dont le Japon par Sumitomo et tla Corée du Sud par S&T Motiv (en), l'unique mitrailleuse de ce calibre utilisée comme arme standard dans le monde. Mais il est préférable de la placer sur un véhicule car c'est une arme lourde et difficile à transporter.

## Modernisation et remplacement
En 1959, la mitrailleuse M85, plus légère d'une dizaine de kilos, entra en service pour remplacer le M2 à bord de véhicules blindés, mais sa complexité la cantonne à un rôle secondaire.
Dans les années 1980, l'entreprise belge FN Herstal développe la mitrailleuse  FN BRG-15 (en) d'un calibre de 15,5 mm, deux fois plus puissante que la 12,7 mm, mais sans succès.
Dans les années 1990, l'entreprise belge FN Herstal développe le système QCB (Quick Change Barrel) afin de moderniser la mitrailleuse M2. Le système QCB de FN HERSTAL permet de remplacer rapidement le canon chaud de la mitrailleuse sans gants de protection et sans devoir refaire les réglages de feuillure et timing comme pour les canons à visser d'origine.
D'autres sociétés notamment US Ordnance, Ohio Ordnance,... présentent leur version du système QCB. Ces versions assez similaires se différencient de la version  FN Herstal par leurs tenons de verrouillage. Les versions US (dont la version adoptée par les forces armées des États-Unis sous la dénomination de M2A1) utilisent le filetage du canon d'origine ce qui peut amener des risques lors du montage du canon , la version FN Herstal utilise des tenons différents (le 1er tenon ayant une double largeur) du filetage d'origine.
Un programme de remplacement de la M2, baptisé « LW50MG » (Lightweight .50 caliber Machine Gun) fut attribué à General Dynamics ATP le 14 mai 2008 qui construit la XM806. Ce programme a été abandonné en 2012, l'US Army se contentant de moderniser le M2. Ce programme est l'héritier d'un autre programme de remplacement du M2, à l'origine des prototypes XM312 (en) (12,7 mm), arrêté en 2004, et du lance-grenades XM307 (25 mm).
La XM806, destinée aux unités légères telles que les divisions aéroportées et de montagne, aurait dû être dotée d'une optique de visée moderne avec, par rapport à la M2 HB, une masse inférieure de moitié (18 kg pour l'arme, 10 kg pour le trépied), un recul inférieur de 60 % et comprendre 131 pièces au total. La XM806 aurait dû toutefois avoir une cadence de tir inférieure avec environ 260 coups par minute. Les premiers exemplaires auraient dû être livrés à l'United States Army en 2012.
En 2023, des mitrailleuses M2 sont livrées à l'Ukraine, par les USA, pour se défendre contre l'envahisseur russe.